# جيسيكا غوميز
جيسيكا غوميز (بالإنجليزية: Jessica Gomes)‏ (ولدت في 25 سبتمبر 1984) عارضة أزياء أسترالية ظهرت في مجلة سبورتس اليستريتد سويم سووت ايشيوز الأمريكية من 2008 إلى 2015. اشتهرت على نطاق واسع في أستراليا ولديها متابعات قوية في كوريا الجنوبية وفي مجتمع الساحل الهيب هوب الشرقي .
غوميز هي المتحدث الرسمي المميز للشركات أسترالية ديفيد جونز ليميتد. كما كانت متحدثة باسم التكتلات الكورية الجنوبية آل جي إليكترونيكش وهيونداي. كما ظهرت غوميز وجه  إستي لودر / سين جون عطر "Unforgivable". 

## روابط خارجية
- الموقع الرسمي
- جيسيكا غوميز على موقع IMDb (الإنجليزية)
- جيسيكا غوميز على موقع قاعدة بيانات الفيلم (الإنجليزية)
- جيسيكا غوميز على موقع دليل عارضات الأزياء (الإنجليزية)